# 儋括
儋括（？—？），是周灵王弟弟儋季的儿子，姬姓，儋氏，名括，儋翩之父。周灵王刚即位时，儋季去世。儋括将要去朝见周灵王，所以十分高兴，在朝堂上表现得欣喜若狂、趾高气昂，而且一股瞧不起大臣的样子。周灵王的御士单公子愆期对周灵王说：“父亲死了不哭泣，表明他心愿不小。看人的时候烦躁不安，趾高气扬，证明他心思在别的事情上。不杀他今后肯定要为害国家。”但是灵王不以为然到：“童子何知。”前545年，灵王驾崩后，儋括想拥立王子佞夫为王，但王子佞夫并不知道。543年四月戊子，儋括率军进攻大夫成愆的封地蒍，成愆逃到平畦，儋括正式造反。五月癸巳，尹言多、刘毅、单蔑、甘过、巩成杀掉了王子佞夫，儋括奔晋。书曰“天王杀其弟佞夫。”
另外有人认为老聃（老子）是老儋的另一种写法，老子和儋括也是同时代的人。